# دومينيك كوكي
دومينيك كوكي (بالإنجليزية: Dominic Cooke)‏ هو كاتب مسرحي ومخرج بريطاني، ولد في 1966 في ويمبلدون في المملكة المتحدة.

## وصلات خارجية
- دومينيك كوكي على موقع IMDb (الإنجليزية)
- دومينيك كوكي على موقع قاعدة بيانات الفيلم (الإنجليزية)